# Vitu
Pour les articles homonymes, voir Vitu (homonymie).
Le vitu (ou muduapa) est une langue austronésienne parlée par environ 7 000 personnes en Papouasie-Nouvelle-Guinée, dans les îles Vitu (en), un archipel situé au nord-ouest des côtes de la Nouvelle-Bretagne.

## Classification
Le vitu est une langue austronésienne qui fait partie d’un sous-groupe rattaché, dans la classification de Ross (1988) et de Lynch, Ross et Crowley (2002), à l’ensemble méso-mélanésien, lui-même un sous-groupe des langues océaniennes occidentales.
Le vitu est parfois considéré comme une seule langue avec son voisin, le bali (en). Pour les locuteurs du vitu, il s’agit de deux langues séparées. 

## Écriture
Le vitu est doté d’une écriture basée sur l’alphabet latin. Les conventions orthographiques employées incluent v pour /β/, z pour /ð/, h pour /ɣ/, ng pour /ŋ/, e pour /ɛ/ et o pour /ɔ/. Les autres lettres sont identiques au symbole de l’alphabet phonétique international correspondant (sauf pour les occlusives prénasalisées dont la composante nasale n’est pas notée).

## Phonologie

### Consonnes
Le vitu a 14 consonnes.
|                    |                       | Labiales | Coronales | Vélaires |
| ------------------ | --------------------- | -------- | --------- | -------- |
| Occlusives         | Sourdes               | p        | t         | k        |
| Occlusives         | Sonores prénasalisées | ᵐb       | ⁿd        | ᵑɡ       |
| Fricatives sonores | Fricatives sonores    | β        | ð         | ɣ        |
| Nasales            | Nasales               | m        | n         | ŋ        |
| Latérale           | Latérale              |          | l         |          |
| Roulée             | Roulée                |          | r         |          |

Les trois occlusives sonores ne sont pas toujours prénasalisées en début d’énoncé. /ᵑɡ/ n’est pas toujours voisé, surtout entre deux /a/ : raga (« sauter ») peut être prononcé [ˈraᵑɡa] ou [ˈraᵑka]. /t/ a l’allophone [t͡ʃ] devant /i/ : beti (« banane ») est prononcé [ˈᵐbɛt͡ʃi]. On orthographie cependant t dans ce cas.

### Voyelles
Le vitu a cinq voyelles.
|          | Antérieures | Centrale | Postérieures |
| -------- | ----------- | -------- | ------------ |
| Fermées  | i           |          | u            |
| Moyennes | ɛ           |          | ɔ            |
| Ouverte  |             | a        |              |

/i/ devient [j] devant le suffixe de première personne -au : loloniau [lɔlɔˈnjau], « je suis fatigué ». Après /t/, /i/ disparaît en palatalisant /t/ en [t͡ʃ] (voir plus haut) : mazahitiau [maðaɣiˈt͡ʃau], « je suis malade ».

### Syllabes
Les seules syllabes autorisées sont V et CV, c’est-à-dire qu’il est impossible d’avoir plusieurs consonnes qui se suivent ou une consonne en fin de mot. Deux voyelles adjacentes font partie de deux syllabes différentes. Sauf exception, il ne peut pas y avoir deux voyelles identiques qui se suivent. Les mots qui n’obéissent pas à ces règles sont principalement des emprunts au tok pisin, par exemple gras (« herbe »).

## Grammaire

### Typologie
Le vitu est une langue SVO. Son système de pronoms connaît le singulier, le duel et le pluriel. Il y a également une distinction entre « nous » exclusif et inclusif.

### Pronoms personnels
Il y a trois types de pronoms personnels : les pronoms libres, les suffixes d’objet et les suffixes possessifs.
| Personne | Personne | Personne | Pronom libre | Suffixe d’objet | Suffixe possessif |
| -------- | -------- | -------- | ------------ | --------------- | ----------------- |
| Sing.    | 1re      | 1re      | hau          | -au, -u         | -gu               |
| Sing.    | 2e       | 2e       | ho           | -ho             | -voyelle          |
| Sing.    | 3e       | 3e       | ia           | -a, -∅          | -na               |
| Duel     | 1re      | Ex       | miro         | -miro           | -miro             |
| Duel     | 1re      | In       | toro, to     | -doro           | -doro, -do        |
| Duel     | 2e       | 2e       | moro, mo     | -moro           | -moro, -mo        |
| Duel     | 3e       | 3e       | hiro         | -hiro           | -hiro             |
| Plur.    | 1re      | Ex       | hita         | -hita           | -hita             |
| Plur.    | 1re      | In       | tolu         | -dolu           | -dolu             |
| Plur.    | 2e       | 2e       | miu          | -miu            | -miu              |
| Plur.    | 3e       | 3e       | dia          | -dia            | -dia              |

### Verbes

#### Verbes transitifs
Les verbes transitifs peuvent recevoir un suffixe d’objet. Ces verbes sont divisés en trois classes en fonction de leur terminaison. Pour la classe 1, les formes des suffixes au singulier sont -au, -ho et -a.
| Ia         | e          | hubi-au.   | Ia         | e          | hubi-ho.   | Ia            | e             | hubi-a.       |
| 3sg        | R:3        | battre-1sg | 3sg        | R:3        | battre-2sg | 3sg           | R:3           | battre-3sg    |
| Il me bat. | Il me bat. | Il me bat. | Il te bat. | Il te bat. | Il te bat. | Il le/la bat. | Il le/la bat. | Il le/la bat. |

#### Forme passive
Les verbes de classe 1 qui se terminent par -i forment le passif en changeant la désinence -i, ou -i-a en -ua pour exprimer le passif. Ainsi kati-a, « faire », devient katua. Exemple :
| Vaga                              | kua | e   | katua        | na  | vazalea. |
| Canot                             | ce  | R:3 | faire:passif | loc | plage    |
| Ce canot a été fait sur la plage. |     |     |              |     |          |

### Numéraux
Le vitu a un système de numération décimal, bien que les numéraux de 6 à 9 soient formés à partir de ceux de 1 à 4. Les numéraux de 1 à 10 sont :
1. katiu,
2. rua,
3. tolu,
4. vata, garamo,
5. lima,
6. polo-katiu,
7. polo-rua,
8. polo-tolu,
9. polo-vata,
10. zanga-vulu.

Pour former les multiples de 10, on utilise zanga-vulu suivi du multiplicateur (par exemple zanga-vuluka lima, 50). On lie l’unité avec balana : zanga-vuluka rua balana tolu (23). Cependant, en pratique, la plupart des locuteurs comptent en anglais après 10.
4 a deux formes : vata, utilisé pour compter, et garamo pour quantifier des noms (mais 40 se dit  zanga-vuluka garamo). Les numéraux suivent les noms : boro katiu (« un cochon »), dama garamo (« quatre jours »). Katiu (« un ») peut aussi servir d’article indéfini.

## Sources
- (en) René van den Berg, « An Unusual Passive in Western oceanic: The Case of Vitu », Oceanic Linguistics, vol. 46, no 1,‎ 2007, p. 54–70 (lire en ligne)
- (en) René van den Berg et Peter Bachet, Vitu Grammar Sketch, SIL, coll. « Data Papers on Papua New Guinea Languages » (no 51), 2006, 248 p. (ISBN 9980-0-3207-3, lire en ligne)